# Mazatenango
Mazatenango egy város Guatemala délnyugati részén; Suchitepéquez megye székhelye. Lakossága kb. 50 ezer fő. 
Kereskedelmi központ, egy cukornádtermesztő vidék központja. 
Minden év február végén, március elején nyolc napig tartó karnevált rendeznek itt. 
Éghajlata trópusi, az esős évszak májustól októberig tart. 

## Fordítás
- Ez a szócikk részben vagy egészben  a   Mazatenango című német Wikipédia-szócikk fordításán alapul.  Az eredeti cikk szerkesztőit annak laptörténete sorolja fel. Ez a jelzés csupán a megfogalmazás eredetét és a szerzői jogokat jelzi, nem szolgál a cikkben szereplő információk forrásmegjelöléseként.